# Aleurocanthus trispina
Aleurocanthus trispina es un hemíptero de la familia Aleyrodidae, con una subfamilia: Aleyrodinae.
Fue descrita científicamente en 1965 por Mound.